# 邱罔舍
邱罔舍，亦稱邱仔罔舍，是台灣民間文學中的敗家子故事原型。「邱罔」原是一鱸鰻精，因被一名邱姓員外殺害而懷恨在心，轉世投胎做員外之子，長大後被尊為阿舍，故稱邱罔舍，敗盡邱家財富以報前世之仇。最後，他將僅存的家產贈送給猜中其心思之人，隨後投河自盡。時代約1810年代，嘉慶道光年間，有時會與白賊七一同出現。
邱罔舍的故事是由中國福建漳州的「邱蒙舍」移植發展而成，與之類型相同的故事也出現在「謝能舍」以及泉州的「蔡六舍」與「露鰻舍」。這些故事的內容隨後紛紛附會至邱罔舍身上，使故事內容愈漸豐富與典型。隨著移民至台，邱罔舍的故事也愈漸本土化，由漳州漳浦人變成台南人；此外也吸收台灣本地戇仔舍、周金隆、蘇邦榮等敗家子揮霍情節，讓故事更加多元。根據婁子匡的分析，臺灣的「邱罔舍」與福建的「邱弄舍」相比多了鱸鰻精投胎轉世的情節，而福建的「邱弄舍」則是指邱為明代人，老家則是漳浦、杜潯、邱厝。臺、閩都有「吃點心不花錢」、「戲弄父親」、「要放大砲」的情節。然而福建的故事沒有死亡的情節，臺灣的「邱罔舍」在死亡的情節中則有「將邱家花到剩三百元，四處問人他要去哪裡卻沒人答得出來，最後問他老婆，他老婆回說『你要去死啦』，邱罔舍開心的把錢交給她，然後投水自盡」的奇特死亡。

## 故事
邱罔舍留有多則民間趣味故事，例如《邱罔舍炮》，即邱造一人大紙炮竹，說要點炮竹，結果只是大炮竹內藏一小炮竹，雷聲大雨點小。
正月初一披麻帶孝：邱罔舍於元旦象徵吉祥、忌諱不吉利的日子，尋莊內小孩十餘位至自宅，竟給這些孩童身穿麻衣，再打了小孩們臉上幾巴掌、放小孩們「披麻帶孝」哭著回自家，當小孩家人看孩童如此被惡作劇戲弄，正生氣至邱宅找邱理論時，才發現每位小孩背後各繫一兩碎銀，將氣消了一半不再計較，只是警告小孩以後別再跟邱罔舍玩。頗具嘲諷味。

## 改編電視劇
邱罔舍的故事也曾多次被改編為電視劇。
- 1993年，臺灣的華視曾播出由章永華與龍劭華主演的臺語連續劇《邱罔舍與阿七仔》。
- 2011年5月9日，三立臺灣臺臺語連續劇《戲說臺灣》播出《白賊七觕丘罔舍》，由廖峻、馬維欣、丁力祺、游詩璟、胡曉芳主演。